# Форж ла Форе
Форж ла Форе (фр. Forges-la-Forêt) насеље је и општина у северозападној Француској у региону Бретања, у департману Ил и Вилен која припада префектури Рен.
По подацима из 2011. године у општини је живело 278 становника, а густина насељености је износила 46,03 становника/km². Општина се простире на површини од 6,04 km². Налази се на средњој надморској висини од 90 метара (максималној 111 m, а минималној 70 m).

## Демографија
| 1962. | 1968. | 1975. | 1982. | 1990. | 1999. | 2011. |
| ----- | ----- | ----- | ----- | ----- | ----- | ----- |
| 290   | 316   | 287   | 267   | 275   | 242   | 278   |

График промене броја становника у току последњих година